# دره رود اردن
دره رود اردن (عربی: غَوْر الأُرْدُنّ) منطقه‌ای جغرافیایی است که در امتداد رود اردن، از دریاچه طبریه در شمال تا دریای مرده در جنوب امتداد دارد. این دره بخشی از ناحیه شکاف بزرگ آفریقا-آسیا است و در مرز اردن، فلسطین و اسرائیل قرار گرفته است. دره اردن شامل دشت‌های حاصلخیز، تپه‌های ناهموار و صخره‌های شیب‌دار است و به دلیل قرار گرفتن در زیر سطح دریا، آب و هوایی گرم و خشک با دمای بالا دارد.
رود اردن که از دامنه‌های کوه حرمون در مرز سوریه و لبنان سرچشمه می‌گیرد، با طول بیش از ۳۶۰ کیلومتر، پایین‌ترین رود جهان محسوب می‌شود. این رود پس از گذر از شمال اسرائیل و دریاچه طبریه، مرز بین اسرائیل و کرانه باختری را تشکیل داده و در نهایت به دریای مرده می‌ریزد. دریای مرده با ارتفاع حدود ۴۳۰ متر پایین‌تر از سطح دریا، پایین‌ترین نقطه زمین است.
این رودخانه که در متون باستانی یونانی «آولون» و در میان اعراب «الشَریعه» (محل آبخوری) نامیده می‌شده، برای مسیحیان، یهودیان و مسلمانان مقدس است و محل غسل تعمید عیسی مسیح توسط یحیی بوده است.
دره رود اردن به دلیل خاک حاصلخیز و منابع آب فراوان، از اهمیت کشاورزی بالایی برخوردار است و محصولات متنوعی از جمله مرکبات، خرما و سبزیجات در آن کشت می‌شود. همچنین، این منطقه به دلیل اهمیت تاریخی و مذهبی، مقصدی جذاب برای گردشگران است. با این حال، کمبود آب به دلیل افزایش جمعیت و تغییرات اقلیمی و همچنین درگیری‌های سیاسی بین اسرائیل و فلسطین، چالش‌های عمده‌ای برای توسعه پایدار این منطقه ایجاد کرده است.
این منطقه از لحاظ تاریخی و مذهبی اهمیت بسیاری دارد و در متون دینی یهودی، مسیحی و اسلامی به آن اشاره شده است.
در زمان امپراتوری عثمانی، این دره تحت کنترل آنها بود. در جنگ جهانی اول، بریتانیا و فرانسه بر اساس توافقنامه سایکس-پیکو، این منطقه را بین خود تقسیم کردند و دره اردن به بریتانیا واگذار شد. پس از جنگ، این منطقه به دو بخش شرقی و غربی تقسیم شد که شرق رود اردن به امارت فرااردن و غرب آن به فلسطین اجباری تحت مدیریت بریتانیا اختصاص یافت.

## تاریخچه
دره رود اردن از سال ۱۴۸۶ تا ۱۹۱۸، پس از پیروزی عثمانی‌ها بر ممالیک، تحت کنترل امپراتوری عثمانی بود. در این دوره، تقسیمات اداری داخلی عثمانی‌ها متغیر بود و رود اردن گاهی به عنوان مرز استانی در نظر گرفته می‌شد. با این حال، این دره به‌طور کلی بخشی از سوریه عثمانی محسوب می‌شد. متصرفیه قدس گاهی هر دو ساحل رود اردن را در بر می‌گرفت، در حالی که در دوره‌های دیگر، این دره با ولایت سوریه و بیروت هم‌مرز بود.
در اواخر قرن نوزدهم، ساکنان دره اردن عمدتاً عرب بودند، به جز گروهی از زاهدان ارمنی در کوه وسوسه و راهبان یونانی در صومعه مار سابا. کشاورزان نیز از تپه‌ها برای کشت زمین به این منطقه می‌آمدند.
در جنگ جهانی اول، بریتانیا و فرانسه بر اساس توافق‌نامه سایکس–پیکو، دره اردن را تحت کنترل بریتانیا قرار دادند. در فوریه ۱۹۱۸، نیروهای بریتانیایی اریحا را تصرف کردند و سپاه سواره‌نظام صحرا در این دره مستقر شد تا از جناح شرقی نیروهای بریتانیایی محافظت کند. این اقدام منجر به پیروزی در نبرد مگیدو و تصرف امان و دمشق شد.
پس از جنگ جهانی اول، وعده‌ها و توافق‌های متناقض و خلأ قدرت پس از فروپاشی امپراتوری عثمانی، منجر به برگزاری کنفرانس‌ها و معاهدات دیپلماتیک متعدد شد. در نتیجه، منطقه فرااردن در شرق دره به منطقه‌ای بی‌طرف تبدیل شد و بریتانیا که کنترل منطقه غرب دره را در دست داشت، از ارتباط بین این دو منطقه اجتناب کرد.
در پی کنفرانس قاهره (۱۹۲۱)، توافق شد که عبدالله بن حسین بر قلمرو شرق رود اردن (امارت فرااردن) حکومت کند و منطقه غرب رود اردن به فلسطین تحت مدیریت بریتانیا اختصاص یابد. این توافق، دره اردن را که در زمان عثمانی تحت یک اداره واحد بود، به دو نهاد مجزا تقسیم کرد.
این تقسیم منجر به شکل‌گیری مفهوم کرانه‌های خاوری و باختری رود اردن به عنوان واحدهای سرزمینی مجزا شد. به عنوان مثال، در سال ۱۹۲۹، زیو ژابوتینسکی در شعر سیاسی خود «دو کرانه به اردن» ادعا کرد که رود اردن باید ویژگی مرکزی اسرائیل بزرگ باشد.